# Narathura
Narathura is een geslacht van vlinders van de familie Lycaenidae.

## Soorten
- N. adherbal (Grose-Smith, 1902)
- N. admete (Hewitson, 1863)
- N. agesilaus (Staudinger, 1889)
- N. aida (De Nicéville, 1889)
- N. alaconia Hewitson, 1865
- N. alexandrae Schröder & Treadaway, 1978
- N. alica Evans, 1957
- N. alitaeus (Hewitson, 1862)
- N. amphimuta (Felder, 1860)
- N. anthelus (Westwood, 1851)
- N. araxes (Felder, 1865)
- N. argentea Staudinger, 1888
- N. aritai Hayashi, 1978
- N. arsenius (Felder, 1865)
- N. asma Evans, 1957
- N. athada Staudinger, 1889
- N. auxesia (Hewitson, 1863)
- N. avatha (De Nicéville, 1896)
- N. bazaloides (Hewitson, 1878)
- N. belphoebe (Doherty, 1889)
- N. catori (Bethune-Baker, 1903)
- N. cleander (Felder, 1860)
- N. curiosa Evans, 1957
- N. davaona (Semper, 1890)
- N. delta Evans, 1957
- N. denta Evans, 1957
- N. dispar (Riley & Godfrey, 1921)
- N. farquhari Distant, 1885
- N. fulla (Hewitson, 1862)
- N. halma Evans, 1957
- N. heliogabalus (Seitz, 1926)
- N. hercules (Hewitson, 1862)
- N. hypomuta (Hewitson, 1862)
- N. indra Evans, 1957
- N. inornata (Felder, 1860)
- N. irma (Fruhstorfer, 1914)
- N. johoreana (Corbet, 1941)

- N. kinabala (Druce, 1895)
- N. kurzi Distant, 1885
- N. lata Evans, 1957
- N. major Staudinger, 1889
- N. matsutaroi Hayashi, 1979
- N. maxwelli Distant, 1885
- N. metamuta (Hewitson, 1863)
- N. micale (Blanchard, 1853)
- N. mindanensis Bethune-Baker, 1903
- N. mizunumai Hayashi, 1978
- N. muta (Hewitson, 1862)
- N. myrtha (Staudinger, 1889)
- N. nakamotoi Hayashi, 1978
- N. obscurata (Ribbe, 1926)
- N. overdijkinki (Corbet, 1941)
- N. philander (Felder, 1865)
- N. pryeri Butler, 1892
- N. pseudomuta (Staudinger, 1889)
- N. shigae (Murayama & Okamura, 1973)
- N. sophrosyne (Grose-Smith, 1889)
- N. styx Evans, 1957
- N. tameanga (Bethune-Baker, 1896)
- N. varro (Fruhstorfer, 1931)
- N. wanda Evans, 1957
- N. wildei (Miskin, 1891)
- N. zambra (Swinhoe, 1911)